# Coleophora anisota
Coleophora anisota is een vlinder uit de familie van de kokermotten (Coleophoridae). De wetenschappelijke naam van de soort is voor het eerst geldig gepubliceerd in 1927 door Meyrick.